# Strängnäs
Strängnäs es una ciudad y sede administrativa del municipio homónimo y la provincia de Södermanland, en Suecia. Está situada en la ribera sur del lago Mälaren, entre las ciudades de Eskilstuna y Södertälje. Importante en la historia de Suecia por el misionero San Eskil, quien murió lapidado en 1080 por los paganos svear o suiones que habitaban el lugar, lo que lo convirtió en mártir.

## Historia
En 1120 la ciudad es designada como arzobispado, recibiendo fuero de ciudad en 1280.
Gustavo Vasa es elegido rey de Suecia en Strängnäs el 6 de junio de 1523. La fecha fue designada en 2005, como el día nacional sueco.
En 1624 se publica el primer periódico de Suecia, Hermes Goticus, por el arzobispo Laurentius Paulinus Goticus.
En el siglo XIX el progreso técnico llega con el primer barco a vapor en 1817, la fundación del periódico Strängnäs Tidning en 1824, la primera línea telefónica en 1885 y la inauguración del ferrocarril en 1825.